# Cornigerius bicornis
Cornigerius bicornis is een watervlooiensoort uit de familie van de Podonidae. De wetenschappelijke naam van de soort is voor het eerst geldig gepubliceerd in 1901 door Zernov.